# Gypsy & The Cat
 (novembre 2014).
Si vous disposez d'ouvrages ou d'articles de référence ou si vous connaissez des sites web de qualité traitant du thème abordé ici, merci de compléter l'article en donnant les références utiles à sa vérifiabilité et en les liant à la section « Notes et références ».

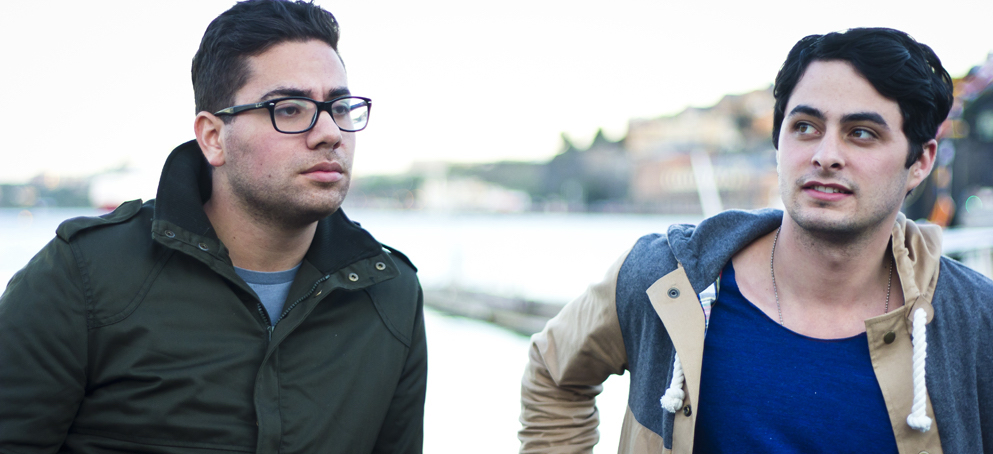
Gypsy & The Cat en 2011.

Gypsy & The Cat est un duo indie/dream pop formé par les DJs australien Xavier Bacash et Lionel Towers, fondé en 2008. Le duo s'est finalement séparé en 2016.

## Biographie
En octobre 2012, ils créent leur propre label : Alsatian Music.

## Discographie
- Gilgamesh (2010)
- The Late Blue (2012)
- Virtual Islands (2016)